# Bertram-Gletscher
Der Bertram-Gletscher ist ein 24 km langer und an seiner Mündung bis zu 30 km breiter Gletscher an der Rymill-Küste des Palmerlands auf der Antarktischen Halbinsel. Er fließt vom Dyer-Plateau in westlicher Richtung zum George-VI-Sund, den er zwischen dem Wade Point und dem Gurney Point erreicht.
Entdeckt und vermessen wurde er 1936 bei der British Graham Land Expedition (1934–1937) unter der Leitung des australischen Polarforschers John Rymill. Das UK Antarctic Place-Names Committee benannte ihn 1954 nach dem britischen Biologen George Colin Lawder Bertram (1911–2001), Teilnehmer der Expedition, einer der Entdecker des Gletschers und von 1949 bis 1956 Leiter des Scott Polar Research Institute.